# Estela decorada del guerrero de Almargen
La estela decorada del guerrero de Almargen es una representación de la cultura tartésica encontrada en el municipio de Almargen, en la provincia de Málaga, España. 

## Descubrimiento
La losa fue recuperada en 1992 por Francisco Hidalgo de Rivas y Francisco Morón Cabello, quienes la habían encontrado hacía más de diez años en los márgenes de un carril en las inmediaciones del pueblo y, tras comunicarlo a un profesor, la resguardaron colocando la superficie grabada hacia abajo y cubriéndola con piedras para protegerla.

## Descripción
Según expertos del departamento de Prehistoria de la Universidad de Málaga, la pieza corresponde a la Edad del Bronce (final), en torno al siglo VIII a. C. Tiene aproximadamente un metro en altura y en su anchura máxima 0,60 m, un grosor que oscila entre los 15 y los 20 cm, de forma sensiblemente rectangular, salvo en su tercio inferior, donde progresivamente va disminuyendo su anchura, que queda marcada por la diferencia de tonalidad del color de la piedra, debido a que esta se encontraba embutida en la tierra y se mantenía en posición vertical, seguramente como losa funeraria.
La superficie se encuentra decorada mediante líneas incisas en la piedra y en ella se representan varios elementos que citamos a continuación. El motivo central es un escudo formado por tres círculos concéntricos que presenta en los dos exteriores una escotadura en forma de uve. A su derecha una figura humana con trazos esquemáticos, con los hombros muy marcados, los brazos extendidos con las manos abiertas al frente. Las extremidades inferiores situadas de perfil mostrando movimiento. Sobre los hombros un casco en forma de uve invertida, quedando la cabeza marcada con un suave punto entre los hombros. Sobre el escudo una lanza o jabalina en posición horizontal, con la punta representada con una uve prolongada y extendida. Existe otro elemento entre la jabalina y el escudo que podría representar una fíbula.